# 행크 윌리엄스
하이럼 킹 "행크" 윌리엄스(영어: Hiram King "Hank" Williams, 1923년 9월 17일 ~ 1953년 1월 1일)은 미국의 싱어송라이터이자 음악가다. 20세기 미국 가수 및 작곡가 중 가장 중요하고 영향력 있는 인물로 꼽힌다. 그는 35장 싱글을 《빌보드》 컨트리 & 웨스턴 베스트 셀러 차트에서 10위 내로 진입시켰고 이중 11장이 1위를 달성했다. (세 장은 사후에)
앨라배마주 버틀러 컨트리 마운트 올리브에서 태어난 그는 조지아나로 이사해 루퍼스 페인을 만났다. 루퍼스는 음식과 돈을 대가로 그에게 기타를 가르쳤다. 페인은 향후 윌리엄스의 음악 스타일에 중대한 영향을 발휘했고 로이 아커프와 어니스트 터브 또한 그와 필적하는 영향을 주었다. 이즈음 윌리엄스는 컨트리 음악계에서 잘 통하리라 여겨 비공식적으로 이름을 행크로 바꾸었다. 몽고메리로 이사한 뒤 1937년 WSFA가 그를 15분 가량의 프로그램의 공연자이자 진행자로 기용함과 동시에 음악 경력을 시작했다. 반주를 담당하는 밴드 드리프팅 카우보이를 결성했고 그의 어머니가 매니저로 참여했다. 이때 경력을 추구하기 위해 학교에서 중퇴한다.
밴드 일원들이 2차 세계대전의 발발로 인해 군 복무를 하게 되자 윌리엄스는 그들의 대체자를 찾는데 어려움을 겪는다. 엎친데 덮친 격으로 WSFA가 그의 알코올 중독을 빌미로 계약을 해지한다. 결국 자기 매니저를 10년간 수행해 준 매니저 오드리 셰퍼드와 결혼해 스털링 레코드에서 〈Never Again〉과 〈Honky Tonkin'〉을 녹음했다. 이를 계기로 MGM 레코드와 계약을 체결했다. 1947년 크게 흥행한 〈Move It on Over〉를 발표했고 라디오 프로그램 《루이지애나 헤이라이드》에 참여한다. 이듬해에는 허조그 스튜디오에서 〈Lovesick Blues〉를 녹음했고, 이것이 그를 주류 음악계로 데려온다. 처음에는 거절했으나 그랜드 올 오프리에도 합류했다. 그 어떤 악보도 읽거나 쓸 수 없었음에도 〈Your Cheatin' Heart〉, 〈Hey, Good Lookin'〉, 〈I'm So Lonesome I Could Cry〉 등 히트곡을 써냈다.
1952년, 신뢰성 상실 및 알코올 중독으로 셰퍼트와 이혼하고 그랜드 올 오프리와도 결별한다. 1953년 1월 서부 버지니아에서 공연하던 중 심부전을 앓고 그 결과 사망한다. 수년간의 고통, 알코올 중독, 처방된 마약 남용으로 생긴 나쁜 건강이 원인이었다. 비록 짧은 생이었으나 윌리엄스는 20세기 가장 유명하고 영향력 있는 음악가로 평가되며, 특히나 컨트리 음악에서 중요인물이다. 그가 쓴 곡들은 헤아리기 힘들 정도의 아티스트가 각종 장르로서 커버한 바 있다. 컨트리 음악 명예의 전당 (1961), 작곡가 명예의 전당 (1970), 로큰롤 명예의 전당 (1987) 등 다양한 음악 명예의 전당에 헌액되었다.